# Gonbad-e Kavus
Gonbad-e Kavus (persiska: گُنبَدِ کاووس), även kallad Gonbad-e Qabus (گنبد قابوس), är en stad i norra Iran. Den är den näst största staden i provinsen Golestan och har cirka 150 000 invånare. Den är administrativt centrum för delprovinsen (shahrestan) med samma namn Gonbad-e Kavus.
Staden är känd för gravmonumentet Gonbad-e Qabus, ett 53 meter högt tegeltorn daterat till 1006 e.Kr. När den moderna staden Gonbad-e Kavus anlades på 1900-talet, namngav man den just efter detta torn.